# Paranisopodus granulosus
Paranisopodus granulosus es una especie de escarabajo longicornio del género Paranisopodus, tribu Acanthocinini, orden Coleoptera. Fue descrita científicamente por Monné M. L. y Monné M. A. en 2007.
El período de vuelo ocurre durante los meses de enero y mayo.

## Descripción
Mide 14-15,05 milímetros de longitud.

## Distribución
Se distribuye por Panamá y Perú.